# La Reina (ort)
La Reina är en ort i Honduras.   Den ligger i departementet Departamento de Santa Bárbara, i den västra delen av landet, 190 km nordväst om huvudstaden Tegucigalpa. La Reina ligger 1 256 meter över havet och antalet invånare är 954.
Terrängen runt La Reina är huvudsakligen kuperad. La Reina ligger uppe på en höjd. Runt La Reina är det ganska tätbefolkat, med 111 invånare per kvadratkilometer. Närmaste större samhälle är La Entrada, 13,0 km sydväst om La Reina. 